# Arachnura higginsi
Arachnura higginsi  (лат.) — вид аранеоморфных пауков рода Arachnura из семейства пауков-кругопрядов.
Вид распространён на востоке Австралии и Тасмании. Встречается на окраинах лесов, в просеках, редколесье, садах.
Длина тела самцов составляет 2 мм, а самки — 16 мм. Окраска колеблется от кремового до коричневого цвета. Крошечный самец не обладает хвостом. Самки имеют хвост, похожий на хвост скорпиона, но не имеют на нём ядовитых желез.
Охотится на летающих насекомых. Во время размножения самка формирует по 6—8 яйцевых мешка из коричневого шелка. В каждый мешок откладывает по 50—60 яиц.